# Bisdom San Juan Bautista de Calama
Het bisdom San Juan Bautista de Calama (Latijn: Dioecesis Sancti Ioannis Baptistae de Calama) is een rooms-katholiek bisdom met als zetel Calama, in Chili. Het bisdom is suffragaan aan het aartsbisdom Antofagasta. 

## Geschiedenis
Het bisdom werd opgericht op 21 juli 1965, als de territoriale prelatuur Calama, uit delen van de bisdommen Antofagasta en Iquique, en was suffragaan aan het aartsbisdom La Serena. Op 28 juni 1967 veranderde het van kerkprovincie en werd suffragaan aan het nieuw verheven aartsbisdom Antofagasta. Op 20 februari 2010 werd het verheven tot bisdom, en nam de naam bisdom San Juan de Calama. 

## Parochies
Het bisdom had in 2020 een oppervlakte van 43.000 km2 en telde 196.200 inwoners waarvan 71,3% rooms-katholiek was.

## Bisschoppen
- Francisco de Borja Valenzuela Ríos (apostolisch administrator: 21 juli 1965 - 19 mei 1968)

- Orozimbo Fuenzalida y Fuenzalida (13 maart 1968 - 26 februari 1970)
  - Francisco de Borja Valenzuela Ríos (apostolisch administrator: april 1970 - 2 juni 1970)
  - Juan Luis Ysern de Arce (apostolisch administrator: 20 mei 1972 - 2 juni 1974)
  - Carlos Oviedo Cavada (apostolisch administrator: 4 mei 1974 - 3 april 1976)
- Juan Bautista Herrada Armijo (5 maart 1982 - 30 november 1991; apostolisch administrator sinds 26 februari 1976)
- Cristián Enrique Contreras Molina (11 juni 1992 - 19 juli 2002)
- Guillermo Patricio Vera Soto (10 april 2003 - 22 februari 2014)
- Óscar Hernán Blanco Martínez (19 maart 2016 - 13 juli 2022)
- Tomás Abel Carrasco Cortés (24 mei 2023 - heden)

## Galerij van afbeeldingen

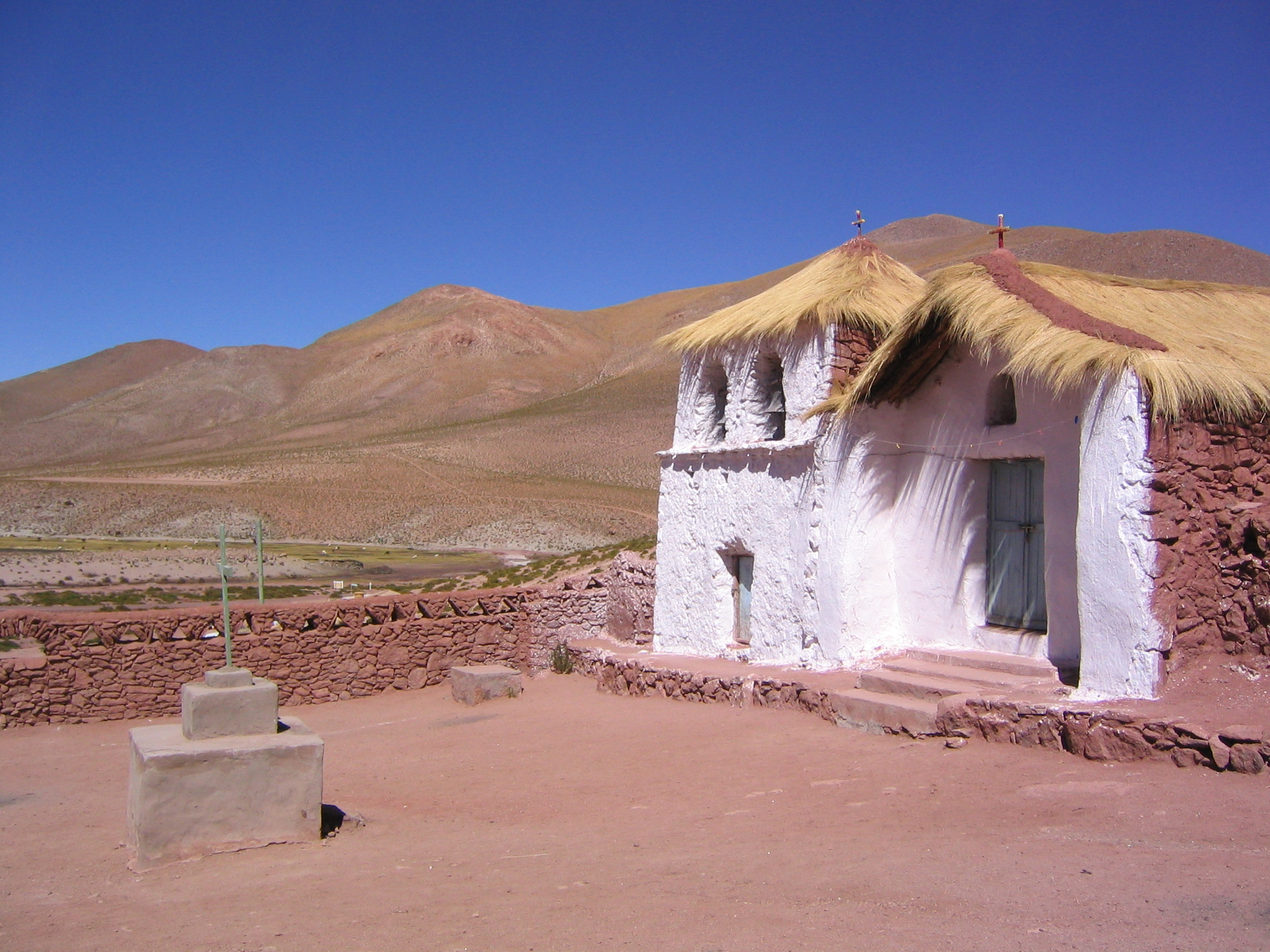
Kerk in Machuca

Antofagasta (aartsbisdom) · Iquique · San Juan Bautista de Calama · San Marcos de Arica